# Wahrlich

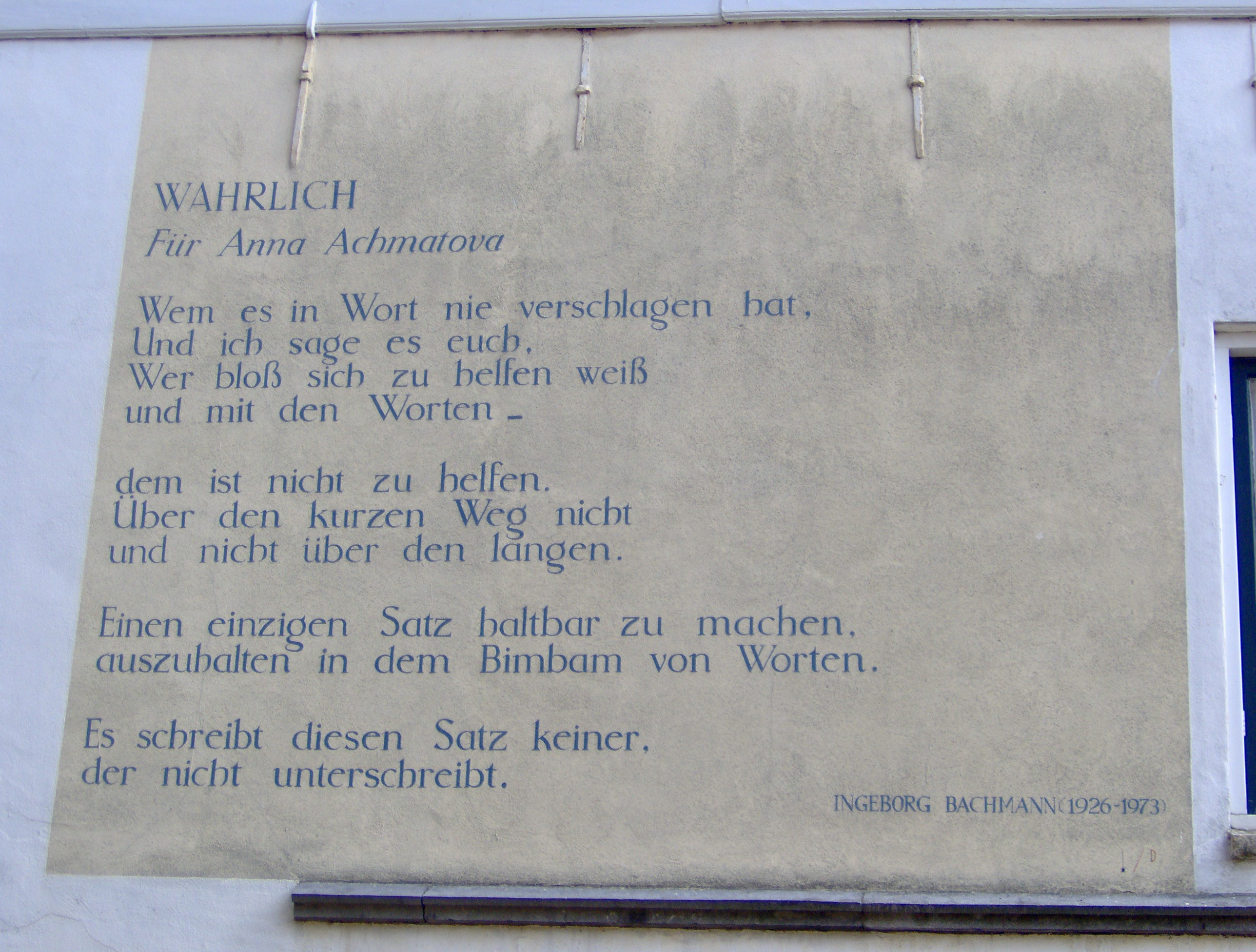
Ingeborg Bachmanns Gedicht Wahrlich auf einer Häuserfront in Leiden. Vers 1 müsste heißen: Wem es ein Wort nie verschlagen hat.

Wahrlich ist eines der wenigen Widmungsgedichte der österreichischen Schriftstellerin Ingeborg Bachmann. Vermutlich entstand es Ende 1964 nach der Begegnung mit Anna Achmatova, der es gewidmet ist. Es wurde von seiner Autorin bei der Verleihung des Premio Etna-Taormina an die russische Dichterin am 12. Dezember 1964 im antiken Theater von Taormina vorgetragen.

## Einordnung in Bachmanns Biografie
Ingeborg Bachmann reiste Anfang Dezember 1964 nach Sizilien, wo der „von ihr sehr verehrten“ Dichterin Anna Achmatova der Premio Etna-Taormina verliehen werden sollte. Bachmann war Mitglied der Jury für diese Auszeichnung. Bei der Preisverleihung am 12. Dezember 1964 im antiken Theater in Taormina, bei der sie das Gedicht erstmals der Öffentlichkeit präsentierte, überraschte Ingeborg Bachmann mit ihrem Auftritt: „Nicht gehemmt und stockend wie sonst hatte sie ihre Verse vorgetragen, sondern selbstbewusst und klar. Anna Achmatowa und die sie begleitende russische Delegation waren begeistert.“ Die Erstveröffentlichung erfolgte im Januar 1965 in der Zeitschrift L’Europa Letteraria, Artistica, Cinematografica. Rom, Nummer 1.
Mit Anna Achmatova verband Bachmann mehr als nur dieses Gedicht. Ihre Entscheidung, 1967 den Piper Verlag zu verlassen, war ein Protest dagegen, dass dieser bei dem ehemaligen HJ-Führer Hans Baumann die Übersetzung von Achmatowas Gedichten in Auftrag gegeben hatte.

## Aufbau und Stil
Das Gedicht besteht aus elf reimlosen Versen, die in vier Strophen gegliedert sind. Die erste Strophe wird von vier Versen gebildet, die zweite von drei und die beiden letzten Strophen jeweils von zwei Versen. Die zweite bis vierte Strophe werden jeweils mit einem Punkt beendet. Am Übergang von der ersten zur zweiten Strophe steht ein Gedankenstrich, da die mit Vers 1 begonnene Satzkonstruktion „Wem es ein Wort nie verschlagen hat“ in Vers 5 mit „dem ist nicht zu helfen“ fortgeführt und erst danach mit einem Punkt abgeschlossen wird. Der Gedankenstrich ersetzt das fehlende Verb, „als ob es zu schrecklich wäre, darüber zu sprechen, was mit den Worten passiert, die nicht dem wahren Sprechen dienen.“

### Wortebene
Zwei sprachliche Ebenen verschränken sich in diesem Gedicht: die Sprache der Bibel und die banale Alltagssprache.
Zum einen lässt sich das Gedicht nämlich als „Verkündigung mit Wahrheitsanspruch“ lesen. Dieser hohe Anspruch „ist legitimiert durch seine der biblischen Verkündigungsrede äquivalente Gestaltung“. Diese klingt bereits im Titel des Gedichts und in Vers 2 an: „Wahrlich“ und „und ich sage es euch“ lassen an Vers 6,47 aus dem Johannesevangelium denken: „Wahrlich, wahrlich, ich sage euch: Wer an mich glaubt, der hat das ewige Leben.“
Die zweite Sprachebene im Gedicht ist die Alltagssprache, „die wortreich nichtssagend ist“. Ihre Floskeln und verblassten Metaphern wie „jemand verschlägt es die Sprache“, „über kurz oder lang“ oder „das unterschreib ich dir“ stehen im Kontrast zur biblischen Sprache, die beiden Sprachebenen „gehen eine oxymorale Verbindung ein“.

### Satzebene
Die beiden Sprachebenen sind syntaktisch so verschränkt, dass sie sich nicht mehr ohne Weiteres trennen lassen. Sie erscheinen „ineinandergeschoben“, was den Eindruck von „Zweistimmigkeit“ entstehen lässt. Dieser ist auf „die zwei alternierenden Parallelismen“ zurückzuführen. Der eine wird durch Pronomen wie wem, wer und dem eingeleitet, der andere beginnt jeweils mit der Konjunktion und. Dabei hat diese Konjunktion nur auf den ersten Blick die gewohnte beiordnende Funktion. Vers 3 und 4 zum Beispiel
„wer bloß sich zu helfen weiß
und mit den Worten“
zeigen nicht die erwartete logische Abfolge von Wörtern, sondern machen die Aussage ungewohnt und damit vieldeutig. So „erhalten die hier verwendeten Metaphern ihre verschüttete, ursprüngliche Semantik zurück und damit nicht etwa ihren alten, sondern einen neuen Sinn.“

## Thematik
Das Gedicht ist der Gedankenlyrik zuzuordnen.

### Sprachkritik
Zum einen zeigt der Text, wie die banale Alltagssprache den Dichter daran hindert, die „wahre, Hilfe und letztlich Erlösung bringende Sprache“ zu benutzen, um die Wahrheit zu sagen:
„Wem es ein Wort nie verschlagen hat“
In dieser ungewöhnlichen Formulierung ist die alltagssprachliche Wendung es verschlägt mir die Sprache zwar noch zu erkennen, doch rückte mit der Ersetzung von Sprache durch Wort „der Vorgang des Sprachverlusts in den Vordergrund“. Das wahre Wort wird „verschlagen“, weggeschlagen auch durch die Glocke der banalen Alltagsrede, deren Klang Bachmann in Zeile 9 onomatopoetisch und mit Kindersprache „Bimbam“ nennt. Dem Dichter steht damit die Sprache, in der sich Wesentliches sagen lässt, „nicht mehr oder nicht mehr so einfach zur Verfügung“, er muss um sein Medium ringen, die Texte entstehen nur gegen Widerstände. Horst Bienek verweist zu diesem Vers auf die biografische Situation Anna Achmatovas: Man kann davon ausgehen, dass Bachmann von dem Publikationsverbot wusste, das über 20 Jahre lang für Achmatova in ihrem Heimatland bestand. Solchen diesen Bedingungen ist geschuldet, dass es in Achmatovas Werk Verse gibt, die als Entstehungszeitraum 1936–1960 angeben, also eine sehr lange Zeit, in der sie äußere Widerstände aushalten musste.
„auszuhalten in dem Bimbam von Worten“
Hierin steckt die Erkenntnis, dass Sprache für den Dichter kein selbstverständliches Werkzeug ist, sondern dass er immer wieder gezwungen ist, um eindeutige inhaltliche und sprachliche Positionen zu ringen und „unausweichlich“ an ihnen festzuhalten. Den eigenen Klang muss man „hörbar, unüberhörbar“ machen.

### Aufgabe des Dichters
Das Gedicht beschränkt sich aber nicht auf Sprachkritik.
Es „verlangt dem Dichter/der Dichterin die Niederschrift wenigstens eines ewigen Satzes ab und verspricht dafür die Errettung.“
„Es schreibt diesen Satz keiner,
der nicht unterschreibt.“
Hier vermutet Horst Bienek, es handle sich um das Unterschreiben des eigenen Urteils. Christine Gölz sieht in diesen Schlussversen des Gedichts eine Art Bürgschaft des Dichters für eine Art des Sprechens, welche die Banalität übersteigt. In den Schlussversen findet sich keine Alltagssprache mehr wie in den vorausgehenden Zeilen. Dies legt nahe, dass die Sprachlosigkeit „zur Voraussetzung für die sprachlich artikulierte Kunst der Dichtung wird“, die in den Schlussversen zumindest möglich erscheint. Indem das Gedicht die Verkündigungssprache der Bibel dem Dichter zuschreibt, rückt es dessen Rolle in die Nähe Gottes, was sich auch an der Sprechsituation festmachen lässt: Nur an einer einzigen Stelle, nämlich in Vers 2, findet sich ein lyrisches Ich. Dort redet es mehrere Zuhörer mit einer Formulierung an („Und ich sage es euch“), die in der Bibel mehrfach benutzt wird, wenn Jesus Christus zu einer Gruppe von Menschen spricht.

## Stellung im Werk
Nach 1957 erreichten nur noch sehr wenige Bachmann-Gedichte die Öffentlichkeit. Falls dies geschah, dann eher in Lesungen oder im Rundfunk, kaum je im Druck. Wahrlich ist eines der sechs Gedichte aus dieser Zeit, welche die Autorin noch zu Lebzeiten für die Veröffentlichung freigegeben hat.  An den Gedichten, die in dieser Zeit publiziert wurden, fällt auf, dass Bachmann die Hälfte davon mit einer Widmung oder einer persönlichen  Adressierung versehen hat.  Neben Wahrlich waren das Ihr Worte (1961)  an Nelly Sachs  und Enigma  (1966) für Hans Werner Henze.
In das Bachmannsche Gesamtwerk lässt sich das Gedicht über zwei Themenstränge einordnen. Zum einen durchzieht das Anliegen der Sprachkritik Bachmanns Schreiben von Beginn an, es findet sich etwa im Gedicht Reklame. Zweitens werden Rolle und Aufgabe des Dichters wie in Wahrlich auch in einer ganzen Reihe anderer Texte thematisiert, etwa in den Frankfurter Poetikvorlesungen von 1959/1960.
Bachmanns Biografin Andrea Stoll bezeichnete Wahrlich als „sehr persönliches poetologisches Bekenntnis“ der Dichterin.

## Textausgaben
- Erstveröffentlichung in: L’Europa Letteraria, Artistica, Cinematografica. Rom, Nummer 1.
- Ingeborg Bachmann: Werke I. Piper Verlag, München 1978, ISBN 3-492-02774-1, S. 166.